# Venäläiskivi
Le rocher russe (en finnois : Venäläiskivi) est un bloc erratique situé à Äänekoski en Finlande.

## Présentation
Le rocher Venäläiskivi est situé dans le village de Koivisto de la municipalité d'Äänekoski, dans la zone de l'ancienne commune rurale d'Äänekoski. 
Le rocher est situé du côté nord de la route principale 69, le long de l'ancienne route villageoise de Koivisto.

## Étymologie
La bataille de Koivisto a eu lieu le 30 mai 1808 près du village de Koivisto pendant la guerre de Finlande. 
Le colonel Gustaf Edelstam a encerclé et vaincu un détachement russe gardant un entrepôt.
Le nom du rocher est en mémoire de la bataille et du charnier proche du rocher. 
Une plaque commémorative de la bataille est fixée au rocher.

## Protection
Avec le site funéraire voisin, le rocher est protégé,  et est classé dans le registre du patrimoine national par la direction des musées de Finlande.